# Cuisine bavaroise
 (mai 2009).
Si vous disposez d'ouvrages ou d'articles de référence ou si vous connaissez des sites web de qualité traitant du thème abordé ici, merci de compléter l'article en donnant les références utiles à sa vérifiabilité et en les liant à la section « Notes et références ».
La cuisine bavaroise est une gastronomie du terroir de la région de la Bavière (en Allemagne) tirant ses origines de la cuisine paysanne. La cuisine bavaroise se caractérise par son abondance. La viande épicée, souvent rôtie, les knödel et les pâtisseries y occupent une place importante.

## Histoire
Les ducs bavarois, notamment la famille Wittelsbach, ont développé la cuisine bavaroise et l'ont raffinée afin de la rendre présentable à la cour royale. Ainsi, cette cuisine trouve sa place dans les ménages riches depuis le XIXe siècle. La cuisine bavaroise (d'antan) est étroitement liée à la cuisine de la Bohême et à la cuisine autrichienne (entre autres celles du Tyrol et de Salzbourg), principalement grâce à l'influence des familles Wittelsbach et Habsbourg. Déjà à leurs débuts, les Bavarois étaient proches de leurs voisins d'Autriche (de par leurs ressemblances politiques, culturelles et linguistiques), ce qui se reflète dans leur cuisine.

## Les spécialités culinaires

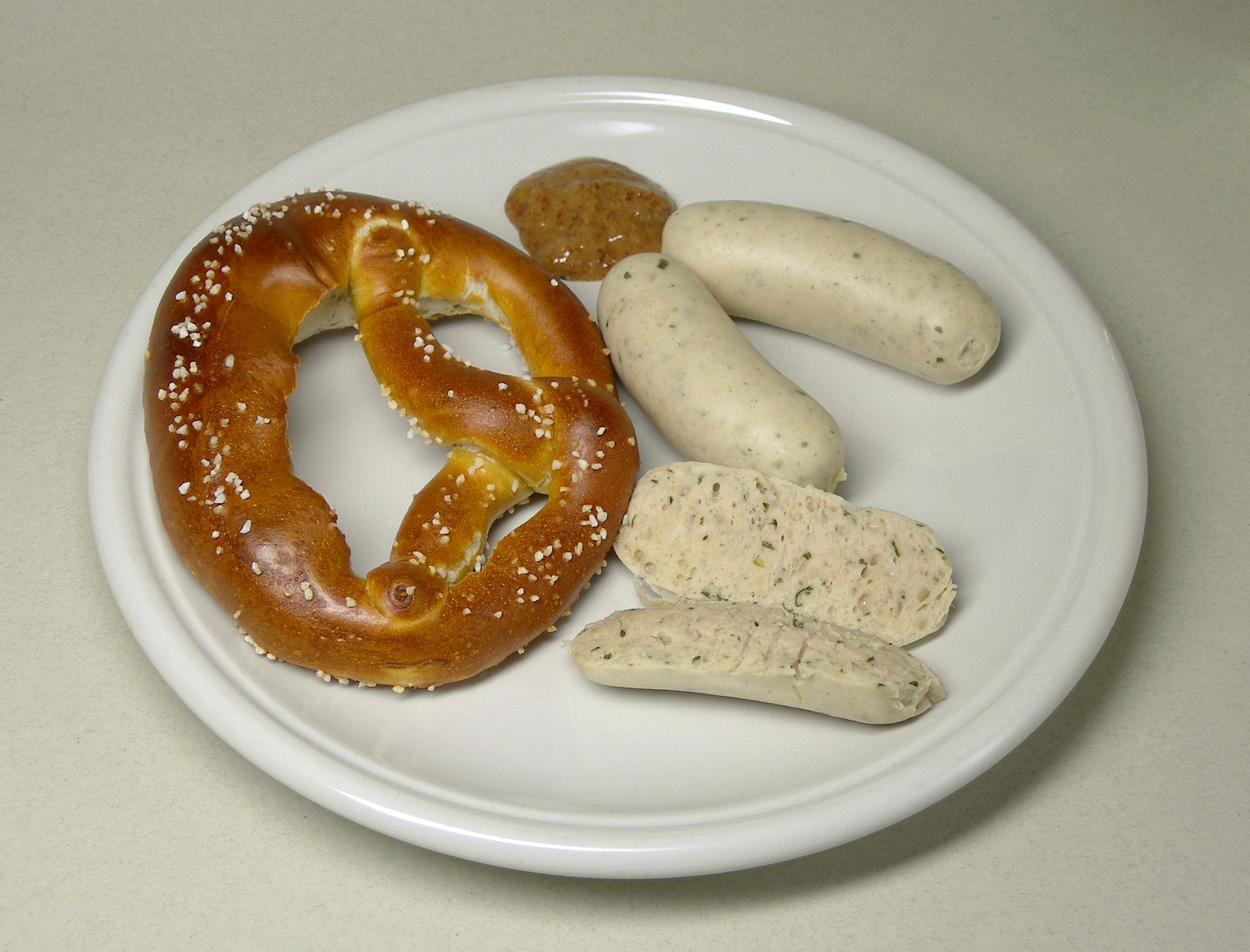
Weißwurst et bretzel.

Les bretzels sont des petits pains blancs en forme de huit avec de gros grains de sel, que l'on consomme à toute heure de la journée, surtout en accompagnement de la bière et qui peuvent être de dimension énorme. Ils sont, par tradition, typiquement bavarois. 
Les saucisses blanches, Weißwurst, composent le petit déjeuner. En effet, le matin, il est de rigueur dans les brasseries de servir les saucisses blanches. Faites à base de veau et de quelques herbes, elles sont présentées dans de l'eau chaude, toujours par paires. Elles doivent être épluchées et se consomment avec de la moutarde aigre-douce. Autrefois, on les servait avant midi car, faute de possibilité de les conserver, il fallait en garantir la fraîcheur. Ainsi, elles sont traditionnellement devenues un plat du matin et donc le petit déjeuner bavarois. On les mange avec des bretzels et bien sûr avec de la bière.
L'Obatzda est une spécialité bavaroise, cette préparation se trouve beaucoup dans les Biergarten qui servent des plats. Présenté sous forme de boules, ce mélange est réalisé à base de camembert, d'oignon et de paprika et se tartine comme du beurre sur les bretzels.
Le Leberkäse, très typiquement bavarois, signifie littéralement « fromage de foie », même s'il n'a à voir ni avec l'un, ni avec l'autre de ces deux ingrédients. Il s'agit plutôt d'une sorte de pâté moelleux, à base de viande de porc, qui se mange froid ou chaud avec de la moutarde, soit entre deux tranches de pain, soit avec des Knödel. 
Le Schweinebraten figure sur tous les menus des grandes brasseries et est considéré comme une spécialité bavaroise. C'est un rôti de porc dont la peau est grillée et croustillante et qui a cuit dans de la bière brune avec des oignons, du persil, de la marjolaine et de l'ail. Il s'accompagne de Knödel. 
Le Sauerbraten est souvent proposé sur les cartes. C'est un rôti de bœuf mariné dans le vinaigre. Originaire de la vallée du Rhin, ce plat est toutefois très apprécié et souvent consommé en Bavière. 
Le Spanferkel est un cochon de lait, essentiellement consommé  durant l'Oktoberfest. Le jambon est embroché et tourné doucement pendant cinq heures environ pour un cochon de 12 kilos et badigeonné régulièrement de bière pour le caraméliser.
Les Knödel sont des boulettes qui servent de garniture à de nombreux plats de viandes. Il en existe différentes sortes : les Kartoffelnknödel à base de pommes de terre et les très bavaroises Leberknödel à base de mie de pain, lait, foie de bœuf, œufs et persil. 
La gastronomie bavaroise comporte également le Schwarzer Kipferl ; les Schuxen ; les Haxen, pieds de porc ou de veau ; les Nürnberger Lebkuchen, pain au gingembre ; les Rostbratwürste, petites saucisses grillées au charbon de bois de hêtre ; le Schlachtschüssel, poitrine de porc cuite, saucisson de foie et boudin frais, servis avec choucroute et Knödel et, bien sûr, le Strudel, gâteau farci de fruits, ou encore le Prinzregententorte (gâteau du prince-régent).

## Boissons
- Spezi